# Ponderella
Ponderella är ett släkte av kräftdjur. Ponderella ingår i familjen Ponderellidae.
Ponderella är enda släktet i familjen Ponderellidae.
Kladogram enligt Catalogue of Life:
| Ponderella | \| \| Ponderella bundoona \| \| \| \| \| \| Ponderella ecomanufactia \| \| \| \| |
|            | \| \| Ponderella bundoona \| \| \| \| \| \| Ponderella ecomanufactia \| \| \| \| |
|            | Ponderella bundoona                                                              |
|            |                                                                                  |
|            | Ponderella ecomanufactia                                                         |
|            |                                                                                  |